# 严金萱
严金萱(1924年5月21日—2014年11月20日)是一位中国作曲家。

## 生平
1924年出生于贵州贵阳，1938年加入中国共产党，先后在抗日军政大学、鲁迅艺术学院、华北联合大学学习。1946年在延安与孟波结婚，1947年生下儿子，因在山西临县取名孟临。1952年毕业于中央音乐学院，后担任中国儿童音乐学会副会长、上海儿童音乐学会会长。曾为《白毛女》的插曲《大红枣儿送亲人》作曲。
2014年11月20日在上海逝世，享年90岁。

## 家庭
丈夫是音乐家孟波。二哥是八路军贵阳交通站站长袁超俊（原名严金操）。